# Autopano
Autopano, formellt AutoPano, är en mjukvara med vars hjälp det är möjligt att skapa panoramabilder. Mjukvaran har automatisk bildigenkänning och finns i flera versioner för Linux, Mac OS och Windows.